# Valenciennea randalli
Valenciennea randalli es una especie de peces de la familia de los Gobiidae en el orden de los Perciformes.

## Morfología
Los machos pueden llegar a alcanzar los 16 cm de longitud total.

## Hábitat
Es un pez de mar y, de clima tropical y asociado a los  arrecifes de coral que vive entre 8-30 m de profundidad.

## Distribución geográfica
Se encuentra en Australia, Indonesia, Malasia, Nueva Caledonia, República de Palau, Papúa Nueva Guinea, las Filipinas , las Islas Ryukyu Singapur e Islas Salomón .

## Observaciones
Es inofensivo para los humanos.